# Sclaters glansfazant
Sclaters glansfazant (Lophophorus sclateri) is een vogel uit de familie fazantachtigen (Phasianidae). De wetenschappelijke naam van de soort is voor het eerst geldig gepubliceerd in 1870 door Thomas C. Jerdon.

## Kenmerken
De vogel is 63 tot 68 cm lang. Het is een typische glansfazant met een ongebruikelijk korte, gekrulde kuif. Bij de haan (mannetje) zijn de romp, rug en staart wit, met een blauwe kop en koperkleurige nek. Het vrouwtje is overwegend bruin. Bij beide seksen heeft de staart een smalle witte eindrand.

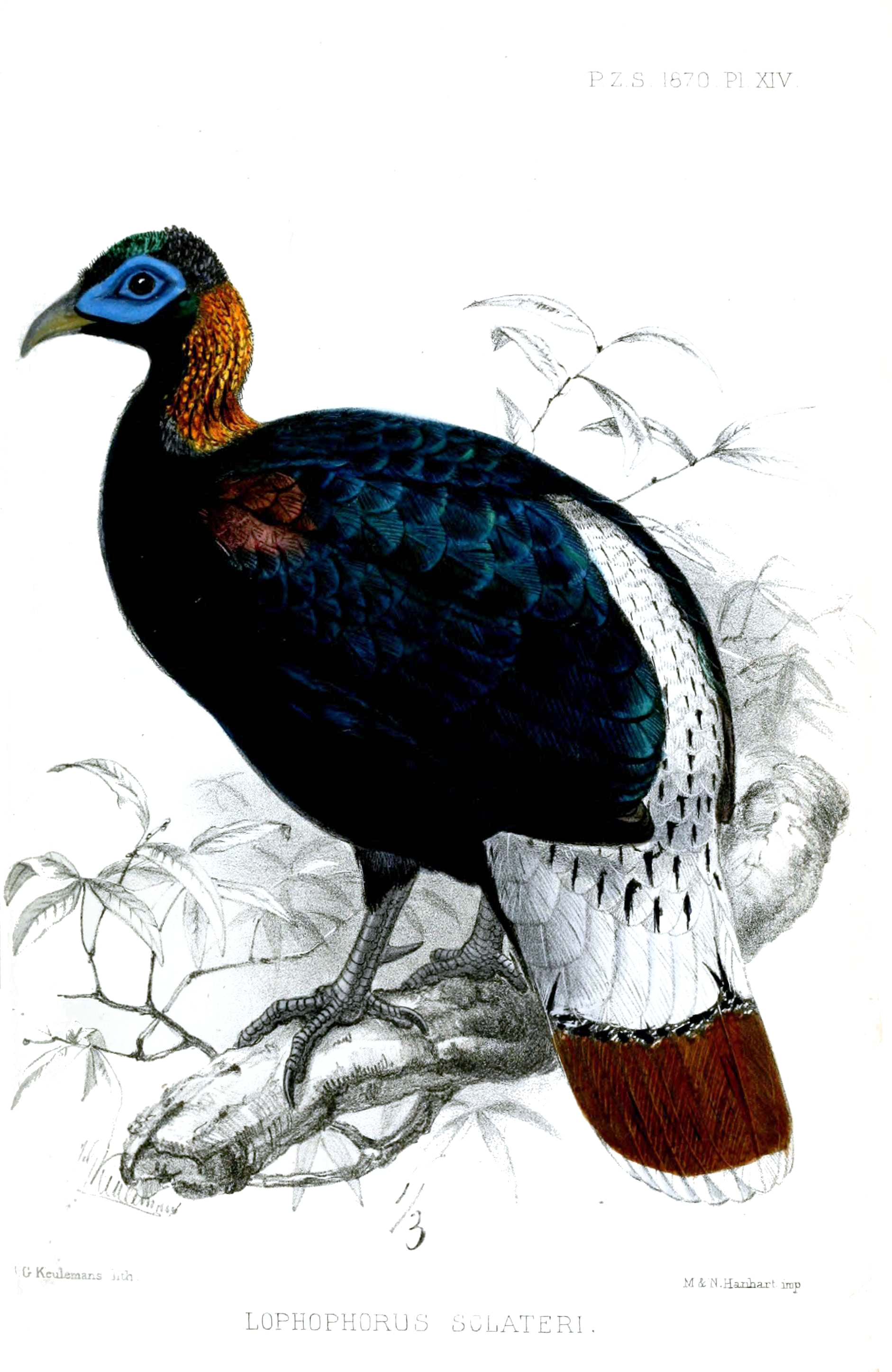
Afbeelding uit 1870 van het mannetje (haan) door John Gerrard Keulemans.

## Voorkomen
De soort komt voor in het oosten van de Himalaya en telt 3 ondersoorten:
- L. s. arunachalensis: Arunachal Pradesh (noordoostelijk India).
- L. s. sclateri: noordoostelijk India, zuidelijk Tibet en noordelijk Myanmar.
- L. s. orientalis: noordoostelijk Myanmar en westelijk Yunnan (zuidelijk China).

De leefgebieden van deze vogel liggen in op de boomgrens in subalpien gebied met rhododendronvegetaties en alpiene graslanden tussen de 3000 en 4200 meter boven zeeniveau. In de winter verblijven de vogels in lager gelegen loofbos met bamboeondergroei.

## Status
De grootte van de populatie werd in 2023 door BirdLife International geschat op meer dan 10 duizend volwassen individuen. De populatie-aantallen nemen af door jacht en in mindere mate door habitatverlies in de overwinteringsgebieden. Dit leefgebied wordt aangetast door ontbossing. Ondanks deze redenen staat deze soort als niet bedreigd op de Rode Lijst van de IUCN.